# Lobelioideae
Lobelioideae es una subfamilia de plantas de flores de la familia Campanulaceae.

## Géneros
Apetahia - Brighamia - Burmeistera - Calcaratolobelia - Centropogon - Clermontia - Cyanea - Delissea - Dialypetalum - Diastatea - Dielsantha - Downingia - Grammatotheca - Heterotoma - Hippobroma - Howellia - Hypsela - Isotoma - Legenere - Lobelia - Lysipomia - Monopsis - Palmerella - Porterella - Pratia - Ruthiella - Sclerotheca - Siphocampylus - Solenopsis - Trematolobelia - Trimeris - Unigenes